# Raciąż
Raciąż (deutsch Harnau) ist eine Stadt und Sitz der gleichnamigen Landgemeinde, welcher die Stadt nicht angehört, im Powiat Płoński der Woiwodschaft Masowien, Polen.

## Persönlichkeiten

### Söhne und Töchter der Stadt
- Kubec Glasmon (1897–1938), US-amerikanischer Drehbuchautor[2]
- Marek Jóźwiak (* 1967), polnischer Fußballspieler